# Menhir de Gortavehy West
Le menhir de Gortavehy West est un mégalithe situé près du village de Millstreet, dans le comté de Cork, en Irlande. 

## Situation
Le menhir se situe à environ sept kilomètres à l'ouest-sud-ouest de Millstreet.